# Eva Kröschlová
Eva Kröschlová (13. prosince 1926 Praha – 10. července 2019 Praha) byla česká tanečnice, choreografka a pedagožka, která se věnovala rekonstrukci historických tanců.

## Život
Narodila se jakožto Eva Schürerová rodičům choreografce a tanečnici Jarmile Kröschlové a kunsthistorikovi Dr.Oskaru Schürerovi. Rodiče se během druhé světové války rozvedli. Taneční vzdělání získala ve škole své matky a zde později rovněž pedagogicky působila. Její další působení bylo na Lidové škole umění v Litoměřicích.
Na Světovém festivalu studentstva a mládeže (SFSM) v Praze získala roku 1950 první cenu a spolu s Karlem Bednářem na SFSM ve Varšavě roku 1955 cenu druhou. Od roku 1996 byla čestnou členkou vídeňské Společnosti Rosalie Chladek a v roce 2014 obdržela Cenu Thálie – Zvláštní cenu Kolegia. 
Od roku 1952 učila na Divadelní fakultě Akademie múzických umění v Praze, kde se roku 1990 habilitovala a působila jako docentka.
Známou se stala především studiem a výukou historických tanců. Vypracovala metodiku strukturální analýzy lidových tanců. Své oborové kurzy vedla v Čechách i v zahraničí, například v Antverpách, Göteborgu, Oslu či Budapešti.
Byla zakladatelkou Společnosti pro starou hudbu a Mezinárodní letní školy staré hudby, konané každoročně ve Valticích. Dvě desetiletí spolupracovala se souborem Jaroslava Krčka Chorea Bohemica, než v roce 2000 založila vlastní soubor Chorea historica.

## Publikace
- Polka (1961)
- Tance osmi století (1963)
- Pohybové etudy (1963)
- Hudební výchova pohybem (1969)
- Kontratance různých končin (1979)
- Dobové tance 16.–19. století, skupinové formy (1981)
- Kapitoly z dějin tance v Dějinách umělecké kultury (1989)